# Interaktive Werbung
Interaktive Werbung nutzt interaktive Online- oder Offline-Medien, um mit Verbrauchern zu kommunizieren und für Produkte, Marken, Dienstleistungen und Ankündigungen des öffentlichen Dienstes von Unternehmen oder politischen Gruppen zu werben.
In der Eröffnungsausgabe des Journal of Interactive Advertising definierten die Herausgeber Li und Leckenby (2000) interaktive Werbung als „bezahlte und unbezahlte Präsentation und Förderung von Produkten, Dienstleistungen und Ideen durch einen identifizierten Sponsor mit Hilfe von indirekten Mitteln, die ein gegenseitiges Handeln von Verbrauchern und Produzenten beinhalten“. Dies geschieht am häufigsten über das Internet; oft durch den Einsatz eines Ad-Servers, der eine Vielzahl von interaktiven Werbeeinheiten ausliefern kann.
Permanente unkontrollierte Weitergabe von personenbezogenen Verhaltensdaten (GSM-Ortung) über große Bevölkerungsgruppen wirft eine Reihe von Datenschutzproblemen auf.

## Zielsetzung
Die Ziele der interaktiven Werbung ähneln in der Regel den traditionellen Zielen der Werbung, d. h. ein Produkt zu verkaufen. Dies wiederum bedeutet, dass viele der traditionellen Elemente der Werbewirkung und -effektivität auch im Rahmen der interaktiven Medien relevant bleiben. Laut dem Journal of Interactive Advertising 2001 hat die interaktive Werbung jedoch auch einige Eigenschaften, die das Spektrum der möglichen Ziele erweitern und die Werbewirksamkeit verbessern. Interaktive Werbung hat auch das Potenzial, die mit schlecht koordinierter Werbung verbundenen Verluste zu verringern, die Schwierigkeiten, die üblicherweise bei der klaren Vermittlung einer Werbebotschaft auftreten, zu reduzieren und zur Überwindung neuer Produkthürden beizutragen.

## Vorteile
- Interaktive Werbung ermöglicht den Verbrauchern, Werbung auf einzigartige Weise und mit einem besonderen Verständnis zu interpretieren und hebt die zunehmende Bedeutung der Rolle des Verbrauchers bei der Bestimmung des Wertes von Marketingkampagnen in der modernen Gesellschaft hervor.[5]
- Interaktive Werbung ermutigt die Verbraucher, sich selbst aktiv an der Marketingkommunikation zu beteiligen, um Feedback einzubringen, irrelevante Elemente zu vernachlässigen und Inhalte, die sie ansprechen, aufzunehmen.
- In dem Maße, in dem das Konsumverhalten innerhalb der globalen Wirtschaft an Bedeutung gewinnt und soziale Interaktionen für den Aufbau gesunder langfristiger Beziehungen zu den Verbrauchern immer wichtiger werden, gewinnt auch die interaktive Werbung an Bedeutung, weil sie eine größere Motivation für soziale Interaktionen zwischen potenziellen Verbrauchern und Anbietern auslöst.[6][7]

## Nachteile
- Während interaktive Werbung für ein vorbereitetes Publikum sehr ansprechend sein kann, ist die Vorbereitung schwierig, kostspielig und zeitaufwendig, insbesondere für Zielmärkte, die noch nicht richtig identifiziert und analysiert wurden.
- Interaktive Werbung hat größere Vorteile in Branchen, in denen Kreativität hilft, die Aufmerksamkeit der Käufer zu gewinnen. In einigen Märkten gibt es jedoch wenig Raum dafür und ein übermäßiger Einsatz von Kreativität könnte die Vermittlung der beabsichtigten Botschaften an die Verbraucher stören.[6][7]

## Elemente
Interaktive Werbung hat viele verschiedene Facetten, einschließlich unterschiedlicher Methoden und Arten. Durch den Einsatz vieler verschiedener Arten von kognitiven Werkzeugen und Werbepräsentationen können Organisationen die Wirkung ihrer Kampagnen mit dieser Art von Werbung verstärken. Nach Thorson (1996) lassen sich alle Anzeigen in eine von fünf grundlegenden Kategorien einordnen, darunter Produkt/Dienstleistung, öffentliche Ankündigungen, Thema, Unternehmen und Politik. Werbeformen interagieren auch mit den Motiven des Nutzers, um die Ergebnisse oder die Reaktionen der Verbraucher zu beeinflussen, was die Notwendigkeit interaktiver Werbung als Mittel zur Überzeugung potenzieller Verbraucher und Zielgruppen verstärkt.
Indem wir das Internet als Hauptmedium für interaktive Werbung nutzen, um die Methoden, Arten und Ergebnisse zu untersuchen, können wir dann die verschiedenen nutzer- oder werbekontrollierten Aspekte herausfinden.

## Benutzergenerierte/kontrollierte Aspekte
Funktionen, Internet-Motive und Modus sind die Hauptfaktoren der benutzergesteuerten Aspekte. Tatsächlich argumentieren eine Reihe von Forschern und Praktikern, dass Verbraucher im Internet mehr Kontrolle haben als Werbetreibende (Roehm & Haugtvedt, 1999). Einige gehen sogar so weit zu argumentieren, dass interaktive Marketing- und Werbetechniken nicht funktionieren werden, wenn die Praktiker nicht in die Fußstapfen der Verbraucher treten und sich dem Internet aus der Sicht der Verbraucher nähern (Cross & Smith, 1997).

## Vom Werbetreibenden kontrollierte Aspekte
Verschiedene Aspekte der Internet-Werbung stehen unter der Kontrolle des Werbetreibenden. Zu den meisten dieser Variablen gehören strukturelle Elemente wie Anzeigentypen, Formate und Funktionen. Dies bedeutet nicht, dass die Verbraucher niemals die Struktur der interaktiven Anzeigen kontrollieren. Bannerwerbung, Sponsoring, Hyperlinks und non-carrier websites sind Beispiele für vom Werbetreibenden kontrollierte interaktive Werbung.